# Chūya Nakahara
Chūya Nakahara (Chūya Nakahara (中原 中也?, Nakahara Chūya); Yamaguchi, 29 aprile 1907 – Prefettura di Kanagawa, 22 ottobre 1937) è stato un poeta giapponese attivo durante il periodo Showa.

## Primi anni
Nakahara Chūya nacque nel 1907 nella Prefettura di Yamaguchi, nel 2019 distretto della città di Yamaguchi, dove suo padre, Nakahara Kansuke, era un medico militare decorato. Durante la sua giovinezza, suo padre venne stanziato a Hiroshima e Kanazawa, e fece ritorno ad Hamaguchi solo nel 1914. Nel 1915, il fratello minore di Nakahara morì, e, per vincere il lutto, quest'ultimo traspose in versi il proprio dolore. Inviò poi i suoi primi tre versi a una rivista per donne e al giornale locale nel 1920, quando era ancora alle scuole elementari. Nel 1923, si spostò alla scuola Ritsumeikan a Kyoto, e a partire dall'Aprile del 1924, iniziò a convivere con l'attrice Yasuko Hasegawa.

## Carriera letteraria
Inizialmente, Chūya preferì comporre secondo lo stile tradizionale giapponese del tanka, ma più tardi si avvicinò allo stile del verso libero moderno introdotto dal poeta esponente del dadaismo Takahashi Shinkichi e da Tominaga Tarō.
Dopo il trasferimento a Tokyo, incontrò Kawakami Tetsutaro e Ooka Shohei, con i quali iniziò a pubblicare un periodico di poesia, Hakuchigun (gli Idioti). Strinse un rapporto di amicizia con il critico letterario Kobayashi Hideo, che lo introdusse all'opera dei simbolisti francesi Arthur Rimbaud e Paul Verlaine, di cui tradusse in giapponese le poesie. L'influenza di Rimbaud si manifestò non solo nella sua poetica, ma anche nel suo stile di vita, e Nakahara divenne noto per la sua vita bohèmien.
Chūya adattò la formula tradizionale giapponese di cinque e sette utilizzata nella tradizione giapponese degli haiku e tanka, spesso inserendo variazioni e deroghe per ottenere un effetto maggiormente ritmico e musicale. Molti dei suoi componimenti vennero usati come testo in canzoni, il che potrebbe suggerire che la musicalità dei versi sia stata attentamente calcolata a questo fine. 
I lavori di Chūya furono rifiutati da molti editori, e trovò accoglienza innanzitutto con le piccole riviste letterarie, tra cui Yamamayu, che aveva fondato con Kobayashi Hideo. Rimase amico stretto di Kobayashi per tutta la vita, nonostante il fatto che nel novembre del 1925, Yasuko Hasegawa abbandonò Chūya per andare a vivere con Kobajashi.
Nel dicembre 1927, incontrò il compositore Saburō Moroi, che in seguito adattò alcune sue poesie in musica.
Nell'aprile del 1931, Chūya fu ammesso alla scuola di lingue straniere di Tokyo a Kanda per studiare la lingua francese, e in cui rimase fino al marzo del 1933. Chūya si sposò nel dicembre del 1933 e il suo primo figlio, Fumiya, nacque nell'Ottobre del 1934. Tuttavia, la morte del figlio nel novembre del 1936 lo condusse a un crollo nervoso dal quale non si riprese mai completamente. Molte delle sue ultime poesie sono incentrate sul ricordo e il tentativo di mitigare l'immenso dolore.
Chūya venne ricoverato a Chiba nel gennaio del 1937. A febbraio venne dimesso e ritornò a Kamakura. Lasciò un certo numero dei suoi lavori a Kobayashi Hideo, e stava progettando di ritornare nella città natale di Yamaguchi quando morì nell'ottobre del 1937 all'età di trent'anni per una meningite. La sua salma si trova nella città natale di Yamaguchi.

## Eredità
Solo una delle sue antologie, Yagi no Uta ("I poemi della capra", 1934) venne prodotta mentre l'autore era ancora in vita in un'edizione autofinanziata di duecento copie. Aveva redatto una seconda raccolta, Arishi Hi no Uta ("I poemi dei giorni che furono") poco prima della sua morte. Mentre era in vita, Chūya non venne considerato tra i principali poeti, ma dopo la sua morte i suoi versi ebbero una straordinaria diffusione, fino al giorno d'oggi.  Chūya è inserito nei programmi scolastici delle scuole giapponesi e anche il suo ritratto, con un cappello, è ben conosciuto. Kobayashi Hideo, a cui Chūya affidò il manoscritto di Arishi Hi no Uta divenne curatore della promozione postuma dei suoi lavori, e Ooka Shohei della compilazione e revisione de Le opere complete di Nakahara Chūya, una collezione contenente le poesie sparse dell'autore, articoli e molte lettere.
- Un premio letterario, il Nakahara Chūya Prize, fu fondato nel 1996 dalla città di Yamaguchi (con il supporto degli editori Seidosha e Kadokawa Shoten) in memoria di Chūya. Il premio, annuale, è offerto a una raccolta di poesia contemporanea caratterizzata da una "fresca sensibilità" (shinsen na kankaku). Il vincitore riceve una somma in denaro pari a un milione di yen, e per molti anni, la raccolta vincitrice venne anche pubblicata in una traduzione inglese, sebbene gli amministratori del premio abbiano sospeso la traduzione.
- Il cantante acid-folk Kazuki Tomokawa registrò due album intitolati Ore no Uchide Nariymanai Uta e Nakahara Chuya Sakuhinnshu, utilizzando le poesie di Nakahara come testi.
- Nell'anime Space Battleship Yamato 2199, lo scienziato Shiro Sanada è spesso presentato con una raccolta delle opere di Nakahara.
- Chūya ha ispirato il personaggio omonimo nell'anime giapponese Bungo Stray Dogs.